# Gong Yoo
Gong Ji-cheol (en hangul, 공지철; Busan, 10 de julio de 1979), conocido como Gong Yoo (hangul: 공유), es un actor y modelo surcoreano.

## Biografía
Graduado en la Especialidad de Cine y Teatro por la Universidad de Kyung Hee.

## Carrera
Comenzó su carrera en el mundo del espectáculo con pequeños papeles en dramas y películas. Su primer papel principal fue en la serie Hello My Teacher en 2005.
Su papel como Choi Han Kyul en la comedia romántica El príncipe del café solidificó su estatus como actor protagónico e hizo de él una estrella hallyu. La popularidad del drama lo convirtió en uno de los dramas más vistos de Corea de 2007.
En el año 2010 protagonizó la comedia romántica Finding Mr. Destiny junto a Im Soo-jung, con el papel de Han Gi-joon, el propietario de una agencia dedicada a buscar los primeros amores de sus clientes.
Gong experimentó un resurgimiento en su carrera con exitosas interpretaciones consecutivas en 2016. Su primera película de 2016 fue el melodrama A Man and a Woman junto a la actriz Jeon Do-yeon. Posteriormente protagonizó la exitosa película de zombies Train to Busan, la cual sobrepaso las 11 millones de entradas en cines de Corea del Sur. También se unió al elenco de otro éxito en taquilla The Age of Shadows, que sobrepasó los seis millones de entradas en dos semanas.
En diciembre de 2016, regreso a la televisión con la serie de fantasía y romance de Kim Eun-sook, Guardian: The Lonely and Great God. El drama fue un éxito y Gong ganó el premio a mejor actor en los Baeksang Awards por su interpretación.
En septiembre del 2020 se anunció que se había unido al elenco principal de la película Mar de la tranquilidad, donde dio vida a Han Yoon-jae, el líder del equipo que asume la misión crítica de recuperar muestras de la estación de investigación, un hombre que pone la seguridad de los miembros de su equipo por encima de todo y no teme hacer sacrificios personales.

## Filmografía

### Películas
| Año  | Título                  | Personaje     | Notas                                                   | Ref.                        |
| ---- | ----------------------- | ------------- | ------------------------------------------------------- | --------------------------- |
| 2003 | My Tutor Friend         | Lee Jong Soo  |                                                         | [ 17 ]                      |
| 2004 | Spy Girl                | Choi Ko Bong  |                                                         | [ 18 ]                      |
| 2004 | Superstar Mr. Gam       | Park Chul Soo |                                                         | [ 19 ]                      |
| 2004 | S Diary                 | Yoo In        |                                                         | [ 20 ]                      |
| 2005 | She's on Duty           | Kang No Young |                                                         | [ 21 ]                      |
| 2007 | Like a Dragon           | Park Chul     | Adaptación del videojuego Ryu Ga Gotoku                 | [ 22 ]                      |
| 2010 | Finding Mr. Destiny     | Han Gi Joon   | Adaptación del musical de teatro Finding Kim Jong Wook  | [ 23 ] [ 24 ]               |
| 2011 | Silenced                | Kang In Ho    | Adaptación de la novela "The Crucible" de Gong Ji-young | [ 25 ] [ 26 ] [ 27 ] [ 28 ] |
| 2013 | The Suspect             | Ji Dong Chul  |                                                         | [ 29 ] [ 30 ]               |
| 2016 | The Age of Shadows      | Kim Woo Jin   |                                                         |                             |
| 2016 | A Man and a Woman       | Ki Hong       |                                                         |                             |
| 2016 | Train to Busan          | Seok Woo      |                                                         |                             |
|      | Secret Agent            |               |                                                         |                             |
| 2019 | Kim Ji-young: Born 1982 | Jung Dae-hyun |                                                         |                             |
| 2021 | Seo Bok                 | Ki-heon       |                                                         | [ 31 ] [ 32 ]               |
| 2022 | Wonderland              |               | Aparición especial                                      | [ 33 ]                      |

### Series de televisión
| Año  | Título                        | Personaje                    | Canal   | Notas     | Ref.          |
| ---- | ----------------------------- | ---------------------------- | ------- | --------- | ------------- |
| 2001 | School 4                      | Hwang Tae Young              | KBS 2TV |           | [ 34 ]        |
| 2002 | Whenever the Heart Beats      | Park Chan Ho                 | KBS 2TV |           |               |
| 2002 | Hard Love                     | Seo Kyung Chul               | KBS 2TV |           |               |
| 2003 | 20 Years                      | Seo Joon                     | SBS     |           |               |
| 2003 | Screen                        | Kim Joon Pyo                 | SBS     |           |               |
| 2005 | Hello My Teacher              | Park Tae In                  | SBS     |           |               |
| 2006 | One Fine Day                  | Seo Gun                      | MBC     |           | [ 35 ]        |
| 2007 | The 1st Shop of Coffee Prince | Choi Han Kyul                | MBC     |           |               |
| 2012 | Big                           | Seo Yoon Jae/Kang Kyung Joon | KBS 2TV |           | [ 36 ] [ 37 ] |
| 2013 | Dating Agency: Cyrano         | Mago (cameo, Ep. 9)          | tvN     |           | [ 38 ]        |
| 2016 | Goblin                        | Kim Shin                     | tvN     |           |               |
| 2021 | El juego del calamar          | El Reclutador                | Netflix | Serie web | [ 39 ]        |
| 2021 | Mar de la tranquilidad        | Han Yoon-jae                 | Netflix | Serie web | [ 40 ]        |
| 2024 | Una maleta                    | Han Jeong-won                | Netflix | Serie web | [ 41 ] [ 42 ] |
| 2024 | El juego del calamar 2        | El Reclutador                | Netflix | Serie web |               |

### Aparición en programas de variedades
| Año        | Programa                   | Episodio                                       | Canal | Ref.          |
| ---------- | -------------------------- | ---------------------------------------------- | ----- | ------------- |
| 2019       | Lee Dongwook Wants To Talk | invitado Episodios 1-2                         | SBS   | [ 43 ] [ 44 ] |
| 2013, 2015 | Running Man                | #175 (concursante) y #243 (aparición especial) | SBS   | [ 45 ] [ 46 ] |

### Conducción
| Año       | Programa                 | Episodio                           | Canal | Notas                    | Ref.   |
| --------- | ------------------------ | ---------------------------------- | ----- | ------------------------ | ------ |
| 2004      | Music Camp               | Desde 10 de enero hasta 3 de julio | MBC   |                          | [ 47 ] |
| 2008-2009 | Best Music               | Episodios 155-186                  | KFN   | Durante su enlistamiento | [ 48 ] |
| 2008-2009 | G.yoo20                  | 371 episodios                      | KFN   |                          |        |
| 2018      | 54th Baeksang Arts Award |                                    |       |                          | [ 49 ] |

## Discografía
| Año  | Título             | Álbum               | Ref.   |
| ---- | ------------------ | ------------------- | ------ |
| 2012 | "Because It's You" | banda sonora de Big | [ 50 ] |

## Premios y nominaciones
| Año  | Premio                                           | Categoría                                   | Nominación                         | Resultado | Ref.   |
| ---- | ------------------------------------------------ | ------------------------------------------- | ---------------------------------- | --------- | ------ |
| 2002 | 16th KBS Drama Awards                            | mejor actor nuevo                           | Hard Love                          | Nominado  |        |
| 2003 | 11th SBS Drama Awards                            | premio nueva estrella                       | Screen                             | Ganador   | [ 51 ] |
| 2005 | 13th SBS Drama Awards                            | premio a la excelencia, actor de miniserie  | Hello My Teacher                   | Nominado  |        |
| 2006 | 25th MBC Drama Awards                            | premio especial, actor de miniserie         | One Fine Day                       | Ganador   | [ 52 ] |
| 2007 | 1st Mnet 20's Choice Awards                      | mejor estilo                                | N.A.                               | Ganador   | [ 53 ] |
| 2007 | 26th MBC Drama Awards                            | premio a la excelencia, actor               | Coffee Prince                      | Ganador   | [ 54 ] |
| 2007 | 26th MBC Drama Awards                            | premio a la popularidad, actor              | Coffee Prince                      | Nominado  |        |
| 2007 | 26th MBC Drama Awards                            | mejor pareja (con Yoon Eun-hye)             | Coffee Prince                      | Nominado  |        |
| 2011 | 32nd Blue Dragon Film Awards                     | mejor actor                                 | Silenced                           | Nominado  |        |
| 2011 | 32nd Blue Dragon Film Awards                     | premio estrella popular                     | Silenced                           | Ganador   | [ 55 ] |
| 2012 | 48th Baeksang Arts Awards                        | mejor actor (cine)                          | Silenced                           | Nominado  |        |
| 2012 | 26th KBS Drama Awards                            | premio a la excelencia, actor de miniserie  | Big                                | Nominado  |        |
| 2012 | 26th KBS Drama Awards                            | premio a la mejor pareja (con Lee Min-jung) | Big                                | Nominado  |        |
| 2013 | 8th Seoul International Drama Awards             | actor coreano en el extranjero              | Big                                | Nominado  |        |
| 2014 | 19th Chunsa Film Art Awards                      | mejor actor                                 | The Suspect                        | Nominado  |        |
| 2014 | 48th Taxpayers' Day                              | Presidential Commendation                   | [NA]: {{{1}}}                      | Ganador   | [ 56 ] |
| 2014 | 22nd Korea Culture and Entertainment Awards      | premio a la alta excelencia, actor de cine  | The Suspect                        | Ganador   | [ 57 ] |
| 2016 | Korea Film Actors Association Awards             | gran premio                                 | A Man and a Woman                  | Ganador   | [ 58 ] |
| 2016 | 2nd Fashionista Awards                           | Best Fashionista – Red Carpet Category      | rowspan="2" [NA]: {{{1}}}          | Nominado  | [ 59 ] |
| 2016 | 2nd Fashionista Awards                           |                                             | mejor vestido - masculino          | Nominado  |        |
| 2016 | BloodGuts UK Horror Awards                       | mejor actor en una película internacional   | Train to Busan                     | Nominado  |        |
| 2017 | 14th Seoul Creative Festival of Film Advertising | modelo del año                              | N.A.                               | Ganador   | [ 60 ] |
| 2017 | 11th Asian Film Awards                           | mejor actor                                 | Train to Busan                     | Nominado  |        |
| 2017 | iHorror Awards                                   | mejor actor - película de horror            | Train to Busan                     | Nominado  |        |
| 2017 | 53rd Baeksang Arts Awards                        | mejor actor (TV)                            | Guardian: The Lonely and Great God | Ganador   | [ 61 ] |
| 2017 | 53rd Baeksang Arts Awards                        | gran premio (TV)                            | Guardian: The Lonely and Great God | Nominado  |        |
| 2017 | Brand of the Year Awards                         | actor del año                               | Guardian: The Lonely and Great God | Ganador   | [ 62 ] |
| 2017 | 2017 Fangoria Chainsaw Awards                    | mejor actor                                 | Train to Busan                     | Nominado  |        |
| 2017 | 22nd Chunsa Film Art Awards                      | mejor actor                                 | Train to Busan                     | Nominado  |        |
| 2017 | Korea Advertisers Association Awards             | premio mejor modelo                         | N.A.                               | Ganador   | [ 63 ] |
| 2017 | 3rd Fashionista Awards                           | Best Fashionista – TV & Film Division       | Guardian: The Lonely and Great God | Nominado  | [ 64 ] |